# Peter Dixon (rugby à XV)
Pour les articles homonymes, voir Peter Dixon et Dixon.
 Peter Dixon, est né le 30 avril 1944 à Keighley, Yorkshire de l'Ouest (Angleterre) et mort le 2 août 2023,. Troisième ligne aile de rugby à XV, il joue avec l'équipe d'Angleterre. Il est deux fois capitaine de l'équipe nationale.

## Carrière
Il dispute son premier test match le 15 janvier 1972 contre le pays de Galles, et le dernier contre la Nouvelle-Zélande, le 25 novembre 1978.
De plus, Dixon dispute trois test matches avec les Lions britanniques en 1971.

## Palmarès
- 22 sélections (+ 2 non officielles) avec l'équipe d'Angleterre
- Sélections par année : 1 en 1971, 4 en 1972, 3 en 1973, 4 en 1974, 1 en 1975, 1 en 1976, 4 en 1977, 4 en 1978
- Sept Tournois des Cinq Nations disputés : 1972, 1973, 1974, 1975, 1976, 1977, 1978, dont une victoire partagée en 1973.